# Abbazia di San Pietro di Massa
L'abbazia di San Pietro di Massa si trova a Pianello, nel comune di Cagli, in Italia.

## Storia e descrizione
Il più antico documento conosciuto che cita un «Johannes abbas […] monasterii S. Petri de Massa de Monte Neroni» risale al 1115. L'origine dell'abbazia viene però fissata all'anno 830. L'ingente patrimonio accumulato nei secoli porterà però l'abbazia a scontrarsi nel corso del XIII secolo con la politica espansionistica del Comune di Cagli. Pomo della discordia era in particolare il dominio dei castelli di Massa, monte Migliario e Rocca bianca. Così nel 1278, dopo il sacco di cinquant'anni prima, l'armata comunale distruggeva parzialmente l'abbazia, mentre nel 1314 un presidio militare cagliese nell'insediarsi giungeva a scacciare l'abate.
L'abbazia perdeva nel XV secolo la sua autonomia. La chiesa abbaziale superstite è oggi sede parrocchiale. All'esterno, incassati nei paramenti murari in pietra, sono vari frammenti dell'antica abbazia. All'interno della chiesa ad aula unica con basse capriate a vista, particolare attenzione merita la pala seicentesca raffigurante la Madonna del Rosario e santi. Gli spazi di maggiore interesse architettonico sono costituiti dai due locali d'impostazione romanica posti dietro l'altare maggiore.